# Jacques Stas
Jacques Stas (* 6. Februar 1969 in Lüttich) ist ein belgischer Basketballtrainer, -funktionär und ehemaliger -spieler.

## Werdegang

### Spieler
Nach seinen Basketball-Anfängen in Grivegnée nahe seiner Geburtsstadt Lüttich wechselte Stas 1989 zu den Castors Braine. Mit Racing Basket Mechelen gewann er seinen ersten Meistertitel. 1995/96 spielte er wieder in Braine. 1996 schloss er sich dem Spirou BC Charleroi an. Bis 2005 spielte Stas für den Verein.
Er wurde insgesamt siebenmal belgischer Meister (1993, 1994, 1997, 1998, 1999, 2003, 2004) und fünfmal Pokalsieger (1993, 1994, 1999, 2002, 2003). Als belgischer Basketballspieler des Jahres wurde Stas 1996 und 1999 ausgezeichnet.
Für die belgische Nationalmannschaft bestritt Stas 76 Länderspiele.

### Trainer
Nach dem Ende seiner Spielerlaufbahn wurde Stas in Charleroi Mitglied des Trainerstabs. Von 2005 bis 2010 war er als Assistenztrainer tätig und als solcher am Gewinn der belgischen Meistertitel 2008 und 2009 beteiligt. Im Laufe der Saison 2007/08 sprang er nach der Entlassung von Eddy Casteels bis zur Verpflichtung von Dražen Anzulović des Weiteren als Cheftrainer ein. Zwischen 2010 und 2014 amtierte Stas bei dem Verein als Manager sowie zwischen Januar 2012 und 2014 zusätzlich beim französischen Zweitligisten Olympique d’Antibes gleichzeitig als Sportlicher Leiter. 2014 wurde er dann Spirous Cheftrainer. Mitte März 2016 wurde er in diesem Amt von Pascal Angillis abgelöst. Stas kümmerte sich bei dem Verein in den folgenden Monaten um die Bereiche Spielersichtung und -verpflichtungen.
Im Juni 2016 wurde er beim belgischen Basketballverband als Sportlicher Leiter tätig. Im Zeitraum 2005 bis 2016 war er neben seinen Aufgaben in Charleroi bereits für den Verband als Assistenztrainer der Herrennationalmannschaft im Amt.